# Wings (album)
Pour les articles homonymes, voir Wings.
Albums de BTS
Youth
(2016) The Best of BTS (Japan Edition)
(2017)
Singles
1. 피 땀 눈물 (Blood Sweat & Tears)
Sortie : 10 octobre 2016

Wings est le second album studio coréen du boys band sud-coréen BTS. Il est sorti le 10 octobre 2016 avec le titre promotionnel Blood, Sweat & Tears. Le groupe intègre pour la première fois le solo de chaque membre. Dès sa sortie, l'album rencontre un franc succès. En Corée du Sud, il bat notamment le record de vente hebdomadaire et annuel du Gaon Album Chart. Il réussit également dans le reste du monde, comme aux  États-Unis où il établit un nouveau record pour un album de K-pop en se classant 26e au Billboard 200.
Le clip vidéo du single Blood, Sweat & Tears battra de nombreux records de popularité sur la plateforme de diffusion YouTube, en devenant notamment le clip d'un groupe de K-pop le plus vu en 24 heures lors de sa sortie, comptabilisant plus de 6,3 millions de vues.

## Liste des pistes
| 1.    | Intro: Boy Meets Evil                                                                        | Pdogg, J-Hope, RM                                                                            | Pdogg                                                  | 2:01 |
| 2.    | Blood Sweat & Tears                                                                          | Pdogg, RM, Suga, J-Hope,"Hitman" Bang, Kim Do-hoon                                           | Pdogg                                                  | 3:37 |
| 3.    | Begin (Solo de Jungkook)                                                                     | Tony Esterly, David Quinones, RM                                                             | Pdogg                                                  | 3:49 |
| 4.    | Lie (Solo de Jimin)                                                                          | DOCSKIM, SUMIN, "Hitman" Bang, Jimin, Pdogg                                                  | DOCSKIM                                                | 3:35 |
| 5.    | Stigma (Solo de V)                                                                           | Philtre, V, Slow Rabbit, "Hitman" Bang                                                       | Philtre                                                | 3:36 |
| 6.    | First Love (Solo de suga)                                                                    | Miss Kay, Suga                                                                               | Miss Kay, Suga                                         | 3:09 |
| 7.    | Reflection (Solo de RM)                                                                      | RM, Slow Rabbit                                                                              | RM, Slow Rabbit                                        | 3:53 |
| 8.    | MAMA (Solo de J-Hope)                                                                        | Primary, J-Hope, Pdogg                                                                       | Primary, Pdogg                                         | 3:32 |
| 9.    | Awake (Solo de Jin)                                                                          | Slow Rabbit, Jin, J-Hope, June, Pdogg, RM, "Hitman" Bang                                     | Slow Rabbit                                            | 3:46 |
| 10.   | Lost                                                                                         | Pdogg, Supreme Boi, Peter Ibsen, Richard Rawson, Lee Paul Williams, RM, June                 | Pdogg                                                  | 4:01 |
| 11.   | BTS Cypher 4                                                                                 | Chris 'Tricky' Stewart, Medor J. Pierre, [RM (rappeur)\|RM]], J-Hope, Suga                   | Chris 'Tricky' Stewart, Medor J. Pierre                | 4:55 |
| 12.   | Am I Wrong (sample/cover de Keb' Mo')                                                        | Keb' Mo', Sam Klempner, James Reynolds, Josh Wilkinson, RM, Supreme Boi, Gaeko, Pdogg, ADORA | Keb' Mo', Sam Klempner, James Reynolds, Josh Wilkinson | 3:33 |
| 13.   | 21세기 소녀 (21st Century Girls)                                                             | Pdogg, "Hitman" Bang, RM, Supreme Boi                                                        | Pdogg                                                  | 3:12 |
| 14.   | 둘! 셋! (그래도 좋은 날이 더 많기를) (Two! Three! (Still Wishing There Will Be Better Days)) | Slow Rabbit, Pdogg, "Hitman" Bang, RM, J-Hope, Suga                                          | Slow Rabbit, Pdogg                                     | 4:32 |
| 15.   | Interlude: Wings                                                                             | Pdogg, ADORA, RM, J-Hope, Suga                                                               | Pdogg                                                  | 2:24 |
| 53:41 |                                                                                              |                                                                                              |                                                        |      |

## Classement
| Classements (2016)                  | Meilleure position |
| ----------------------------------- | ------------------ |
| Belgique (Flandre Ultratop)         | 72                 |
| Belgique (Wallonie Ultratop)        | 149                |
| Pays-Bas (Mega Album Top 100)       | 68                 |
| Finlande (Suomen virallinen lista)  | 31                 |
| France (SNEP)                       | 161                |
| Irlande (IRMA)                      | 71                 |
| Japon (Oricon)                      | 7                  |
| Japon Hot Albums (Billboard)        | 11                 |
| Nouvelle-Zélande (RIANZ)            | 24                 |
| Norvège (VG-lista)                  | 24                 |
| Écosse (OCC)                        | 55                 |
| Corée du Sud (Gaon Chart)           | 1                  |
| Suède (Sverigetopplistan)           | 56                 |
| Suisse (Schweizer Hitparade)        | 62                 |
| Royaume-Uni (UK Albums Chart)       | 62                 |
| États-Unis (Billboard 200)          | 26                 |
| États-Unis World Albums (Billboard) | 1                  |

| Classements (2016)                         | Meilleure position |
| ------------------------------------------ | ------------------ |
| Canada (Hot 100)                           | 86                 |
| France (SNEP)                              | 168                |
| Japon (Hot 100)                            | 18                 |
| Nouvelle-Zélande (RMNZ)                    | 7                  |
| Corée du Sud (Gaon Singles Chart)          | 1                  |
| États-Unis World Digital Chart (Billboard) | 1                  |

## Ventes et certifications
| Album                | Ventes    |
| -------------------- | --------- |
| Chine QQ Music       | 143,649   |
| Japon Oricon         | 18,939    |
| États-Unis Billboard | 23,000    |
| Corée du Sud Gaon    | 1 110 233 |

## Historique de sortie
| Pays         | Date            | Format                       | Label                 |
| ------------ | --------------- | ---------------------------- | --------------------- |
| Corée du Sud | 10 octobre 2016 | CD, téléchargement numérique | Big Hit Entertainment |
| Mondial      | 10 octobre 2016 | Téléchargement numérique     | Big Hit Entertainment |
| Japon        | 12 octobre 2016 | CD                           | Pony Canyon           |